# Paleográfia

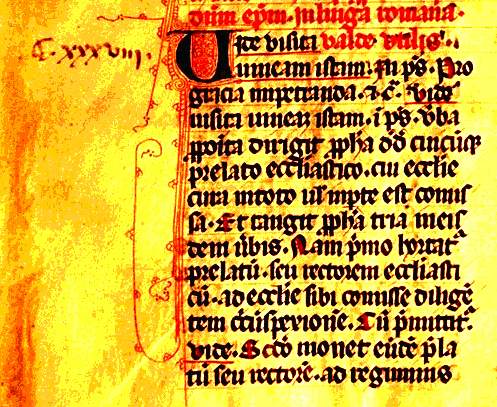
Kódexlap kétszínű felirattal

A paleográfia tudománya az írás történetével foglalkozó tudományág. A paleográfia szó a görög παλαιός (palaiosz) és γράφειν (graphein) összetételéből ered, szó szerint régi írás.
Korábban történeti segédtudományként alkalmazták, ma már azonban ágazatokra bomló önálló tudományterület, szűkebb értelemben a középkorban keletkezett kéziratokra specializálódva. Kialakulása eredetileg az oklevéltani vitáknak köszönhető: a 17. század második felétől tudományos módszerekkel vizsgálták a korábbi, főleg latin nyelvű oklevelek eredetiségét. Így a paleográfia hagyományosan a latin írással foglalkozott, ami aztán fokozatosan bővült ki – elsősorban a forráskeresések miatt – a görög és a cirill betűs írásokra, majd az egyetemes írásrendszerekre is. Így ma már minden betűírásos rendszernek megvannak az írástörténeti, azaz paleográfiai tudományos vizsgálati módszerei.

## A paleográfia története
Az első paleográfiai tárgyú kutatásokat egy francia bencés szerzetes, Jean Mabillon végezte, Párizsban, 1681-ben adta ki De re diplomatica libri című munkáját. Rendtársa, Bernard de Montfaucon folytatta az ilyen irányú kutatásokat kódexek vizsgálatával. (Palaeographia graeca sive de ortu et progressu litterarum, Párizs, 1708.) Scipione Maffei eredeti 5–10. századi kéziratok tanulmányozása révén jutott arra a következtetésre, hogy a latin írás egységes, és az úgynevezett nemzeti írások a latin írás regionális változatai. Ennek alapján vázolta fel, hogy a paleográfia fiatal tudományának a latin írás fejlődéstörténetét kell vizsgálnia.
A paleográfia a 19. század közepéig a betűformák változásait kutatta és rendszerezte, lényegében nem jutott túl problémátlan írásismeret és olvasás fokán. Ebben a formájában az oklevéltan (diplomatika) segédeszköze volt. A lényeges fejlődést a 20. század eleje hozta meg, amikor egymástól függetlenül többen is (Karl Brandi, Paul Lehmann, Ludwig Traube, Arthur Mentz stb.) a paleográfiát a társadalmi vonatkozásaival együtt kezdték vizsgálni.

## A paleográfia tárgya
A paleográfia tárgya az írásos emlékek keletkezési körülményeinek átfogó vizsgálata. Ezek közül azonban ma már a szilárd anyagokba vésett feliratokkal az epigráfia, az érméken olvasható feliratokkal az éremtan (numizmatika), míg a pecsétek felirataival a pecséttan (szfragisztika) foglalkozik. A paleográfia tehát a papír, pergamen, papirusz alapú, vagy fatáblákra, viasztáblákra, agyagba, palába írt, íróvesszővel vagy írótollal készített feliratokat vizsgálja. Eredetileg ezek közül is csak a latin írással, amely kibővült a görög és cirill (ószláv) írásrendszerekkel is.
A paleográfia vizsgálja és rendszerezi az anyagot, amire írtak, az eszközt, amivel írtak, a tintát, az írásképet, a betűk alakját és fejlődését. Mindezek alapján a paleográfia alkalmas datálásra, kronológia felállítására, ma már megbízhatóan képes anakronizmusok alapján a régi oklevelek hamisításának megállapítására is.
A paleográfia tanulmányozása szükséges az eredeti források elolvasásához, értelmezéséhez és datálásához, a forrás keletkezési idejének megállapításához, sőt a korabeli írnok esetleges hibáinak kijavításához. Az írásos emlékek ugyanis nemcsak tartalmukkal, hanem önmagukban is forrásként szolgálnak, az írástípusok és íráselemek önmagukban jellemzők a korra és a helyre, amelyben és ahol keletkeztek.
Az írófelületek anyaga és kiképzésének módja (előállítás, minőség) is korra, helyre jellemző. Az anyag minősége és kidolgozottsága befolyásolta annak kereskedelmi értékét, ez viszont közvetlenül hatott a felhasználás módjaira. A paleográfia tárgyát képező írásemlékek legnagyobb része papíron és pergamenen maradt fenn, kisebb része papiruszon, viasztáblán vagy kemény felületbe karcolt formában.

## A paleográfia módszerei

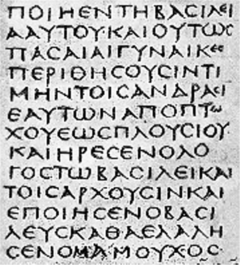
Görög majuszkuláris kézirat a 4. századból

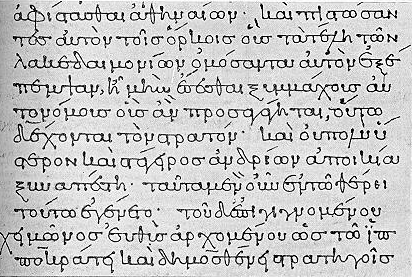
Görög minuszkuláris írás a 10. századból

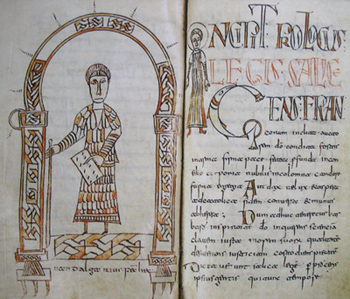
A Lex Salica majuszkuláris rustica típusú, többszínű címsorral, a frissen kialakított minuszkuláris folyó szöveggel, és néhány mondatkezdést kiemelő nagyobbított majuszkulával

A paleográfia terminológiája a vizsgált területekhez igazodik, egyértelműsítve az általában közszájon is forgó fogalmak használatát. Külön szakszavak alakultak ki az írásképekre, a betűtípusokra, az alkalmazott betűkészletekre, a jelek (betűk és egyéb írásjelek) részeinek elkülönítésére, az írásiskolákra.
A leggyakrabban használt terminus technicus a maiuscula (majuszkula) és a minuscula (minuszkula). Alapvetően a nagybetűs és kisbetűs írásokra vonatkozik, azonban a paleográfia szűkebb és pontosabb meghatározása szerint a maiuscula „kétvonalas”, a minuscula „négyvonalas” írás. A latin és görög írásban is a kétvonalas írás alakult ki először, ezek jellemzője, hogy minden betű két párhuzamos vonal közé írva, a vonalak közét teljesen kitöltve írandó. A mai latin betűs írás kétvonalas betűi:
A négyvonalas betűk (kisbetűk) alapesetben két párhuzamos vonal közé írható testtel rendelkeznek, de száruk vagy hurkuk alul és felül túlnyúlhat ezeken, két másik – alul és felül az előzőekkel párhuzamosan húzott – vonal közé zárva.
A latin írás i. e. 8. század körüli kialakulása óta a betűk írásának változása folyamatos, nemcsak a középkor végéig, ameddig a paleográfia vizsgálati tartománya ér, hanem a mai napig. A fejlődés általános menete a maiuscula–oklevél-minuszkula–kancelláriai írás–oklevélkurzívák–félkurzívák (basztardok)–kurzívák. Ez a sorozat a kézírás fejlődésének vázlata, Kelet- és Közép-Európában kódexeket is írtak félkurzív és kurzív betűtípusokkal, a félkurzívok még oklevelekben is feltűntek. A könyvnyomtatás betűtípusai visszatértek a könnyen olvasható majuszkulára és az oklevél-minuszkulára, a kis- és nagybetűk írásképi megkülönböztető szerepe ekkor kezdett általánossággá válni.

## A paleográfia ágazatai

### Írásismeret
A paleográfia gyakorlati része, az írás fejlődésének korszakait, szakaszait kutatja. Az írás legáltalánosabb jellemzőinek és azok időbeli változásának megállapításával megalapozza az íráskutatás további lépéseit. Korábban ezt nevezték önmagában paleográfiának, és a tudományágnak ma is ez a segédtudományi része.

### Kézirattan
A kézirattan (vagy kodikológia) a könyv alakú írásos emlékek vizsgálatával foglalkozik, leszűkítve az íráselemek és íráskép kutatását a kódexek területére, kibővítve a paleográfiát a kódexek speciális vonatkozásaival, mint amilyen a könyvkötés története és a kéziratos könyv sajátos társadalmi szerepe. A paleográfia ezen ágában a segédtudományi elemek már keverednek az önálló diszciplína kutatási jellegével.

### Írásbeliség története
Az írásbeliség, vagy írásosság története a plaeográfia legújabb ágazata, amelyben egy-egy terület írásbeliségének speciális fejlődési irányait, sajátosságait vizsgálják. Átfogó jellege miatt önálló történeti kutatási ággá vált.

## Írásra használt anyagok

### Papirusz
Az ókorban összetört cserépdarabok mindig akadtak, ezért az ezekre karcolt feliratok viszonylag gyakoriak, valószínűleg mindennapos használatban alkalmazták. Az első kifejezetten írás céljára előállított alapanyag, amely a paleográfia tárgyát képezi, a papirusznádból (Cyperus papyrus) készített papirusz. A papirusznád belének felcsíkozott szeleteit két rétegben, merőlegesen egymásra fektetve sajtolták vagy kalapálták össze. A kapott anyag általában 30–40 cm szélességű, és korlátlan hosszúságú, később kialakult a nagyjából a mai A4 papírméretnek megfelelő lapok készítésének szokása. Ekkor a tekercshez a lapokat egymáshoz ragasztották. A papiruszt feltekercselték, hogy a belső oldala (recto) legyen alkalmas az írásra, a külső oldalát sosem használták (verso). A merőlegesen egymásra fektetett rétegek miatt a papirusz egyik oldalán mindig a sorokra merőleges erezettség alakult ki, ez pedig zavarta volna az írást, ezért nem írtak rá.
Az ókorban mindig hasábokban írtak a papiruszra, a hosszú oldallal párhuzamos sorokban, a középkorban viszont a rövid oldallal párhuzamos sorokban, folytatólagosan. A verso oldalon legfeljebb rövid megjegyzéseket írtak. Papiruszból ritkán készítettek könyv alakú írást, mert törékeny, nem bírja a hajtást, ezért a könyvlapok könnyen kiesnek a fűzésből. A 7. századtól kezdődően kezdett kiszorulni a használatból, egyfelől mert az arabok 641/642-ben elfoglalták Egyiptomot, a legfőbb papirusztermelő helyet, másfelől mert a távolsági kereskedelem egyébként is jelentősen visszaesett. A frankoknál a 8. századtól, a Pireneusi-félszigeten a 10. századtól, a pápai kancellárián a 12. századtól nem használták.

### Viasz
A viasz puha felülete alkalmas az írásra, azonban állaga az írás gyors pusztulását is elősegíti. Ennek kiküszöbölésére falapokat viaszoztak be vékonyan, és erre írtak (tabulae). Már az ókori Róma idejéből ismertek ilyenek. Általában két egybefűzött falapot használtak, amelyeket összefordítva a puha, feliratos viaszréteget megvédték. Ez a diptychon. Három összefűzésével a triptychon alakult ki, ennél több a polyptychon (vagy multiplicies). A több összefűzött viaszos falap tulajdonképpen a könyvformátum elődje, sokszor külön fedő- és zárólapot alkalmaztak.
A középkor folyamán korlátlan újrafelhasználhatósága miatt népszerű volt a mindennapi feljegyzések (elszámolások, számlák, levelezés) alkalmával. Ugyanilyen okok miatt fogalmazványok piszkozatát is ilyenekre írták, hogy a drága hártya pazarlását elkerüljék. A palatáblák elterjedése előtt az oktatásban is használatos volt.

### Pergamen
A pergamen (magyarul hártya) szó a kis-ázsiai Pergamon város nevéből származik. A hagyomány szerint a nagy könyvbarát, II. Eumenész az i. e. 2. században találta fel. A pergamen bőrből készült, speciális kikészítési eljárással juh és kecske, később borjú bőréből. A pergamen a kikészítés módjától függően – eltérően a papirusztól – már lehetett kétoldalas is, ekkor a szőr felőli oldalát is kikészítették. Összefüggés fedezhető fel a sokáig papiruszt használó területek és a papirusztól korán megválók pergamen-használatában: ahol a papiruszt sokáig használták, ott a pergamen két oldalát sem tekintették egyenrangúnak, a többi helyen viszont nem törődtek ezzel.
A pergamen a papirusz használatával fordított arányban terjedt, és a 12. században már csaknem kizárólagos volt. Elvétve még mindig használtak papiruszt is, de már terjedőben volt a papír is. A pergamen egyik előnye volt, hogy az írás csaknem teljes mértékben eltávolítható volt róla. A pergamen újra felhasználásának neve: palimpszeszt. A palimpszesztek nemcsak takarékosságra, de hamisításokra is alkalmasak.

### Papír
A papíralapú források a középkor folyamán csak lassan terjednek. A papír kevésbé volt tartós, mint a papirusz vagy a pergamen, könnyen elpusztult (elégett, elázott, gyűrődött, szakadt). Előnye volt azonban az olcsó előállítás, a kétoldali használhatóság, hajtogathatóság, nedvszívó képesség (a tinta beleivódik, ezért nem lehet kivakarni). Az olcsó papír és a drága pergamen között mindig az aktuális feladat ár/érték aránya határozta meg. Okleveleket nagyon sokáig nem írtak rá, sőt rendeletek születtek a papíroklevelek ellen. Mégis már a 13. században Itáliában általánossá vált a használata.
Az első magyar papíroklevél 1308/1310-ből ismert.

## Forrásmegadás
A könyv formátumú kéziratos kódexek általában ívfüzetek (fasciculus) összefűzésével álltak össze. Az ívfüzet a késő középkorra sztenderdizálódott: négy darab kettéhajtott pergamenlapból, vagy hat darab kettéhajtott papírlapból (difolio) állt (quaternio és sexternio, 16 és 24 oldal). Az ívfüzeteket a hajtásnál erősítették össze, körülbelül a mai füzetformájú újságok hasonlóak hozzá. Ha az íveket többször hajtották össze lefűzés előtt, akkor kellett felvágni az ívet.
A számozás már korán elterjedt. Először azonban csak az ívfüzeteket jelölték meg, utasításképp a könyvkötő számára, aki ebből tudta, hogy az ívfüzeteket milyen sorrendben kell kötni. A jelzés az utolsó oldal aljára került, és nem mindig szám. Lehetett őrszó is, amely módon a következő ív első szavát jelölték meg. A számozás a 12. században kezdett általánosság válni.
A számozásnál az ívfüzet lapjait számozták meg, ez a foliatio (foliáció). A hatlapos ívfüzetnél tehát a fol. 1. az 1–2. és 23–24. mai értelmű oldalakra vonatkozik. Az 1. és 24. oldal a recto, a 2. és 23. oldal a verso, vagyis a lap elő- és hátsó oldala. (Értelemszerűen a fol. 2. recto oldalai a 3. és 22. oldal, és így tovább.) Ezen belül a kinyitott könyv szemben lévő két oldalán a hasábokat is megszámozták folytonosan, majd a 13. századra a sorok számozása is megjelent. A forrásmegadásnál a folio számát követően felső indexbe írjuk az oldal jellemzőjét (r vagy v) és a hasábok betűjelét. 5rb = ötödik folio, rectus, b hasáb.
A foliáció és a lapszámozás (paginatio) közti átmenet amikor a szemben lévő oldalak kapnak egy számot. A 14. századtól kezd terjedni a lapszámozás.

## A latin írás fejlődése

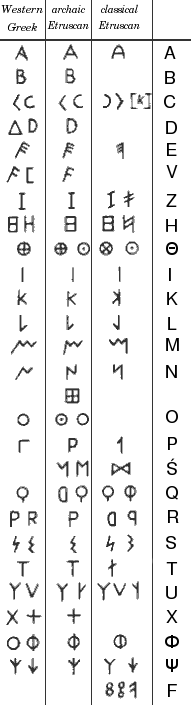
A nyugati görög, két etruszk és a latin ABC

### Római írások kora
Az i. e. 6. századtól a 6. századig tartó szakasz, amely a római ABC kialakulásától a régiónkénti írásváltozatok megjelenéséig tartott. A római ABC etruszk közvetítéssel a görög írásból alakult ki. A küméi (Cumae) ABC:

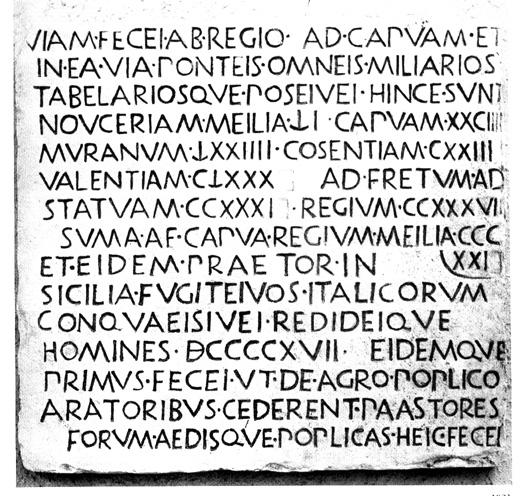
Római kapitális felirat

A római írás a később capitalis (kapitális) néven nevezett majuszkuláris írástípust használta. A név eredete arra utal, hogy a capitalis epigrafica a vésett feliratokban vált egységesen alkalmazott stílussá, majd a középkori kéziratokban a címeket, iniciálékat és címsorokat írták ezzel a betűtípussal. Az i. e. 1. századtól a 2. századig tartott a római epigrafikus feliratozás virágkora, a capitalis epigrafica monumentalis, amelyet az egyenletes méretű, gondosan kidolgozott majuszkulák jellemeznek. Már ekkor megjelent a rustica (vagy actuaria) felirattípus, amelynek betűmérete nem feltétlenül egyenletes, a betűk vertikális irányban nyújtottak. A kapitális betűtípust írásban alkalmazták kódexekben is, elvétve megjelenik papirusz- vagy pergamen okleveleken is.
Az unciális írás a kapitális kerekített betűformájú, kézzel könnyebben írható verziója. A kapitális írásformából a 4. századtól kezdődően folyamatosan alakult az unciális betű, amely abban különbözik a korábbitól, hogy sokkal kerekebbek a betűk. Ennek okát egyesek abban látják, hogy a rostos szerkezetű, a tollat megvezető papirusz helyett terjedni kezdett a pergamen, amelynek sima felületén jobban lehetett kerek betűket írni. Mások szerint a többségében kerek vagy íves görög ABC hatása. Az unciális írás már nem teljes mértékben majuszkuláris, mert egyes betűinek elemei kilógnak a két sorvezető vonalból (például a Q, P, B), de még nem nevezhető minuszkulának.
A római cursiva (kurzíva, azaz folyóírás) már az 1. századtól ismert. Először a kapitális, majd az unciális betűtípust is kurziválták, így kapitális kurzíva és unciális kurzíva is létezik. Ebben jelennek meg elsőként ligatúrák, a betűk állandósított összevonásai (például Æ, Œ).
A capitalis epigrafica mai megjelenési formája az időnként csupa nagybetűvel írt emléktábla, vagy egyes sírkövek.

### Regionális írások kora

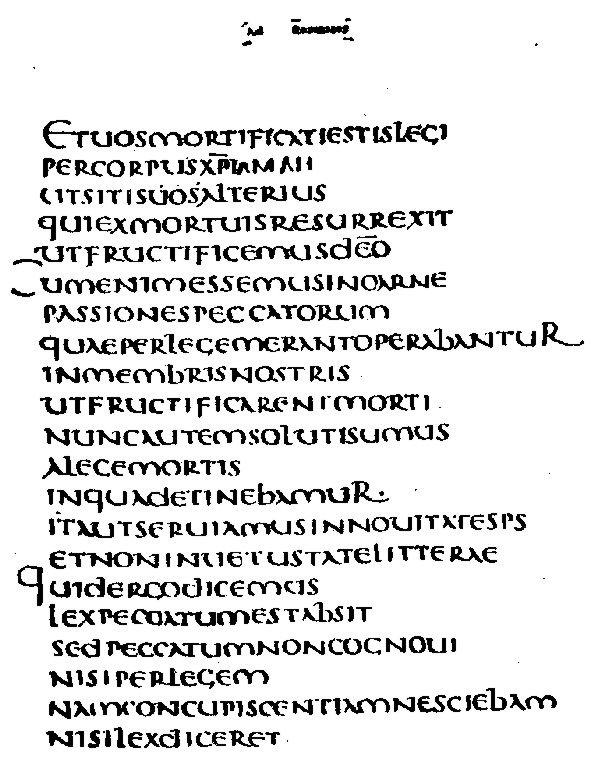
A 6. századi Codex Claromontanus unciális kézirata

A 6. századtól a 9. századig tartó szakasz, amelyben a római ABC területenkénti fejlődésével kialakultak a helyi jellegek, átvételre kerültek egyes görög betűk a latinba későn átvett görög szavak leírására (Y), kialakították az addig egységesen I-vel jelölt hang két, a valódi kiejtéshez igazodó hangzóját (I és J). Az u és v hangokat még mindig ugyanazzal a jellel írták, de a Karolingok a kerek (U), a germánok a gótikus írásban a hegyes (V) alakját használták. A Brit-szigeteken az insularis rendszerbe a 7. századtól kezdődően a rúnajelekből vettek át az angolszász és ír nyelvjárások hangjainak lejegyzéséhez (Þ, ð, Ȝ stb.). (Az insularis az uncális és félunciális írásból alakult ki.)
Az unciális és a római kurzíva elemeiből alakult ki a félunciális (semiuncialis vagy litterae africae) a 4. század folyamán. A félunciális kalligrafikus minuszkulaírás, egyik előképe a karoling minuszkulának. A 8-9. században a karoling minuszkula mellett kiemelésre, hangsúlyozásra is használták, de teljes szövegeket is írtak vele. A kor fő írástípusai a nyugati gót, a frank-gall (Meroving), ír-angolszász, beneventói. Itáliában a félkurzívából kialakított írástípusok terjedtek, mint a ravennai oklevélkurzíva, a kuriális írás, a longobardisca, nápolyi curialisca
A differenciálódás az új feudális királyságok sokféle nyelvére, kultúrájára és hagyományaira vezethető vissza, valamint arra a tényre, hogy az új államalakulatok viszonylagosan elszigetelődtek egymástól. A germán népek letelepedésével és államalkotásával több germán nyelvágazat, és a latin nyelv különböző utódnyelvei alakultak ki. A korábbi szakirodalom ezért ezt a kort a nemzeti írások kialakulásaként írta le, azonban mivel nemzetállamok akkoriban még nem léteztek, legfeljebb nyelvterületek, ma már ez nem használatos kifejezés.

### Karoling íráskorszak
A 9. századtól a 12. századig tartó szakasz, amelyben kialakult a minuscula (minuszkula). A karoling minuszkula keveréke a félunciális és a római kurzíva minuszkulás betűtípusainak, számos újítással. A 7-8. században a késői római kurzíva már olyan sok ligatúrát, egyszerűsített betűt tartalmazott, hogy olvasása nehézkessé vált (ilyen ligatúra volt az &). A frank-Meroving írás, amely a korábbi időkben szokásban volt, a korszak legnehezebben olvasható írása, ez a Meroving oklevél-minuszkula.
A frank-gall kódexírás már a 8. század második felében reformokon ment keresztül, majd a 9. század első felében kialakult és rögzült a jól olvasható, szabályos Karoling minuszkula. A folyamat érdekessége, hogy a szétszórtnak tűnő, nehézkes és szinte olvashatatlan frank íráshoz éppen a királyi kancellária ragaszkodott, és a rendezettebb hatást keltő, könnyen és gyorsan írható, mégis kalligrafikus jellegű új betűtípust a magánoklevelezés terjesztette el. A közoklevelekben csak a 11. században vált általánossá. Ekkorra már a Karoling írás egyik továbbfejlődött változata, a minuscula erecta került használatba.
A Karoling írás kialakulásának folyamata ismert és elfogadott, de a helyszín és az időbeliség vitatott. A tours-i Szent Márton-kolostor, Corbie szkriptóriuma és az aacheni császári kancellária is elképzelhető helyszín. Ugyanakkor olyan vélemény is van, hogy nem egyetlen műhely alakította ki a Karoling írást, hanem fokozatosan jött létre.
A Karoling kéziratok általános jellemzője, hogy a rubricatio (rubrikáció, kiemelés) a címben vagy az első sorokban kapitális, unciális vagy félunciális, a folyó szöveg egyébként a Karoling minuszkulával íródott.

### Gótikus íráskorszak

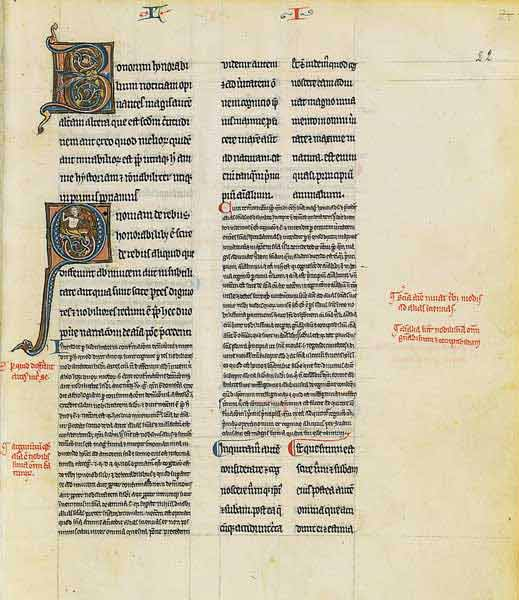
Gótikus írás, Averroës (Ibn Rusd) 13. századi fordításából

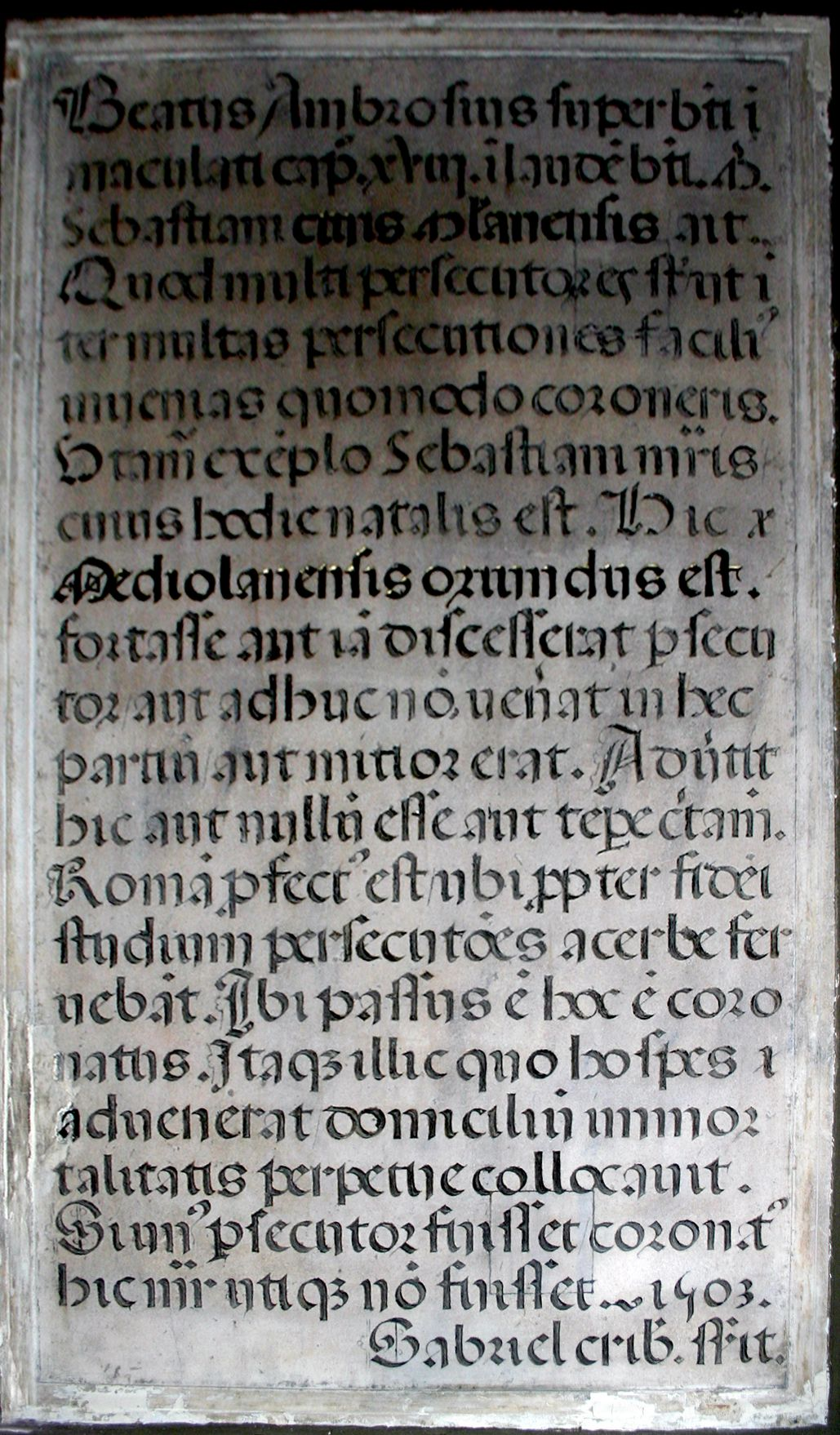
Gótikus írás rotunda-jellegű betűkkel 1503-ból

A 12-15. század íráskorszaka. A név megtévesztő, valójában a gótikus írásnak nincs köze a népvándorlás-kori gótokhoz, ahogyan általában a gótikus stílusnak sem, jóval a gót államiság megszűnte után jelent meg. A név a humanizmus korából származik, és csak a „barbár” jelleget, a divatostól eltérő régiséget akarták vele jelképezni. A gótikus írás eredetét már régebben is a Karoling minuszkulák szögletes jeleiben fedezték fel, de hosszú ideig tartotta magát a beneventói oklevélírás normandiai változatának elmélete is.
Angliában a normann hódítás után tűntek fel gót jellegű betűkkel írt szövegek. Az angol insularis és a normann területeken alkalmazott Karoling minuszkula egymásra hatása eredményezte a betűk szögletessé válását és a különböző irányú vonalak különböző vastagságát. Ez utóbbit ugyanis az angolszász írnokok különlegesre metszett írótollai tették lehetővé. Anglia és Normandia szoros kapcsolatai révén az utóbbi területen is terjedt, majd fokozatosan felváltotta a korábbi írásformákat a kontinensen is.
A normandiai gótikus írásemlékeket követő legkorábbi ilyen jellegű dokumentumok Párizs egyetemein, iskoláiban és kolostoraiban keletkeztek. A párizsi egyetem soknemzetiségű diáksága ezután rövid idő alatt elterjesztette egész Európában. A 12. század végéig az új írás együtt létezett a korábbival, mert a régi, nagy hagyományokkal rendelkező scriptoriumok nehezen fogadták el, sőt a Sankt Gallen, Salzburg, Regensburg és Reichenau (tehát délnémet nyelvterületeken lévő) városok kolostoraiban még a 15. században is csak ritkán használták a gótikus írást.
A gótikus írásnak két fő irányzata létezett, a textualis (textura) és a notula (nota). A kettő közti átmenet a bastarda. A textuális változat az elsődleges kódextípus. Vastag vonalak, kapcsolás nélküli betűk jellemzik, szabályos (egyenlő) magassággal és térközzel. Sajátossága, hogy a betűk szárainak vége megtörik. A textuális írás egy változata a gyöngyírás (tudósminuszkula), amely kicsinyített és helyenként kurzív betűkapcsolatokat alkalmaz. Egy kerekebb változat a bolognai egyetem rotundája. A barátírás a textus quadratus vagy textualis formata nevű változat, amelynek betűi négyzetbe foglalhatók, ugyanolyan magasak, mint amilyen szélesek.
A notula a gót írás kurzívája. Az oklevelekben előforduló rendezett és ünnepélyes változata a notula formata (vagy minuscula diplomatica). A notulával írt szövegek általában nehezen olvashatók, mert ligatúrák és rövidítések vannak benne.

### Humanista íráskorszak
A 15-16. század íráskorszaka, az olasz szakirodalom reneszánsz írásnak nevezi. Jellemzője, hogy az ókori mintákhoz visszatérni kívánó humanisták – mivel nem ismerték a valódi római írásokat – hibásan a Karoling minuszkuláról gondolták, hogy az lenne az eredeti latin írásforma, ezért ahhoz tértek vissza. Az írásforma Francesco Petrarca és Giovanni Boccaccio kezdeményezésére Firenzében alakult ki, majd kezdett terjedni a 14-15. század fordulóján. Az írástípust a könyvnyomtatás antiqua betűtípusa tette igazán elterjedtté.

### Újkori írásfejlődés
17. századtól kezdődően.